# Roncus lonai
Espèce
Roncus lonai est une espèce de pseudoscorpions de la famille des Neobisiidae.

## Distribution
Cette espèce est endémique d'Albanie. Elle se rencontre vers Dukat près de Vlora.

## Publication originale
- Caporiacco, 1949 : Alcuni Aracnidi Albanesi. Atti del Museo Civico di Storia Naturel di Trieste, vol. 17, p. 122-125.